# Viaduct Westrandweg - Daveren
Het Viaduct Westrandweg – Daveren, aangeduid als KW516 is een bouwkundig kunstwerk in Amsterdam Nieuw-West.
Het bouwwerk is gelegen in de Westrandweg, onderdeel van de autosnelweg A5. Ze overspant het Amsterdamse voet- en fietspad Daveren. Het architectenbureau Zwarts & Jansma Architecten waren verantwoordelijk voor het ontwerp van deze rijksweg en al haar kunstwerken. De weg werd met het oog op de landelijke gebieden als een lange sliert uitgevoerd. Over de aanleg werd jarenlang geprocedeerd tot aan de Raad van State aan toe. In 2009 werd het startsein gegeven en begon Rijkswaterstaat met het aanleggen van het gedeelte tussen de A9 en de Tweede Coentunnel. In de rijksweg werden twee opmerkelijke kunstwerken aangelegd, het viaduct Rijksweg 5 – Ringvaart Haarlemmermeer en een 3,3 kilometer lang viaduct langs en boven de Amsterdamse Basisweg. In tegenstelling tot die bouwwerken is het viaduct over Daveren van veel eenvoudiger opzet, zo waren brugpijlers hier niet nodig vanwege een relatief korte overspanning.
Daveren leidt voornamelijk de doorgaande wandel- en fietsroute vanuit het Lange Bretten naar het boezemkanaal behorend bij de restanten van Zijkanaal F en de plas De Groote Braak naar het noorden van Halfweg en terug. Het bouwwerk bestaat dan eigenlijk ook uit niets anders dan een onderdoorgang in de rijksweg. Omdat alle kunstwerken in de A5 een geheel vormen, is voor dit kleine viaduct hetzelfde ontwerp aangehouden. Kenmerkend voor de kunstwerken zijn de naar buiten gebogen lantaarnpalen en de randplaten. Het viaduct is circa 30 meter breed en 24 meter lang.